# هامبارتسوم آوتیسیان
هامبارتسوم سرگویی آوتیسیان (ارمنی: Համբարձում Սերգոյի Ավետիսյան؛ زادهٔ ۱۰ سپتامبر ۱۹۲۹) یک سیاستمدار اهل ارمنستان است که از تاریخ ۱۹۹۹ تا تاریخ ۲۰۰۳ سمت نمایندگی دوره دوم مجلس ملی جمهوری ارمنستان را برعهده داشت.

## زندگی‌نامه
در ۱۰ سپتامبر ۱۹۲۹ در اسپیتاک به دنیا آمد و از دانشگاه ملی پلی‌تکنیک ارمنستان فارغ‌التحصیل شد. 